# Griffithville
Griffithville – miasto w Stanach Zjednoczonych, w stanie Arkansas, w hrabstwie White.